# Donald F. Hoffmeister
Donald Frederick Hoffmeister (* 21. März 1916 in San Bernardino, Kalifornien; † 6. Februar 2011 in Savoy, Illinois) war ein US-amerikanischer Mammaloge und Hochschullehrer.

## Leben
Hoffmeister war das einzige Kind von Julia Hillgarten und Percival Hoffmeister. Auf Wunsch seiner Eltern sollte er Medizin studieren, sein Interesse tendierte jedoch bereits in jungen Jahren zur Naturgeschichte. 1933 schloss Hoffmeister die San Bernardino High School mit Auszeichnung ab. Danach besuchte er zwei Jahre lang das San Bernardino State College, wo er einen Kurs in Zoologie belegte und den Zoologen Elton R. Edge kennenlernte, der ihn in das Präparationshandwerk und in die Reinigung von Schädeln einführte.
1936 schrieb sich Hoffmeister an der University of California, Berkeley ein, wo er 1938 einen Bachelor of Arts in Medizin erwarb. Am Ende seines letzten Studienjahres wurde er an der University of California Medical School angenommen. Zur gleichen Zeit wurde er auch für ein zoologisches Aufbaustudium zugelassen. Während seines Abschlussjahres in Berkeley belegte Hoffmeister den Kurs Natural History of the Vertebrates, der von Joseph Grinnell und E. Raymond Hall geleitet wurde. Er besuchte das Museum of Vertebrate Zoology, wo er viel Zeit mit Hall verbrachte, der sein Mentor wurde. Infolgedessen entschied er sich für einen Doktortitel und nicht für einen Doktor der Medizin 1938 heiratete er Helen Kaatz, die 1993 einem Krebsleiden erlag. Im selben Jahr heiratete er Florence Williamson, die 2009 an einer Alzheimer-Erkrankung starb.
Während seines Studiums in Berkeley nahm er 1938 an der Jahrestagung der American Society of Mammalogists (ASM) teil, wo er zum ersten Mal so bedeutende Säugetierforscher wie Clinton Hart Merriam (den ersten Präsidenten der ASM), William Henry Burt, Emmet T. Hooper, Viola Shelly Schantz, Robert T. Orr (1908–1994), Theodore Sherman Palmer, Walter P. Taylor, Wilfred Hudson Osgood, William B. Davis und Hartley H. T. Jackson (1881–1976) traf.
1940 erhielt Hoffmeister mit der Arbeit Variations in the Piñon Mouse, Peromyscus truei seinen Master of Arts und 1944 wurde er mit der Dissertation Phylogeny of the nearctic cricetine rodents, with especial attention to variation in Peromyscus truei zum Ph.D. promoviert. Während seines Studiums war er als Lehr- und Forschungsassistent im Museum of Vertebrate Zoology tätig. Er katalogisierte einige Exemplare und ordnete sie in den Vitrinen nach den neuesten taxonomischen Überarbeitungen. Der Säugetierkatalog des Museum of Vertebrate Zoology umfasste zu dieser Zeit bereits 90.000 Exemplare. Er nahm auch an vom Museum of Vertebrate Zoology gesponserten Exkursionen zum Columbia River, zum Mount St. Helens und an die Ostseite der Sierra Nevada in Kalifornien teil.
Während er am Museum of Vertebrate Zoology arbeitete, brach der Zweite Weltkrieg aus, aber er wurde ausgemustert, da er als Kind am Rheumatischen Fieber litt. Nach jedem Anfall musste er das Laufen wieder lernen.
Nach einem Zerwürfnis zwischen E. Eugene Hall und der Administration der University of California, Berkeley verließ Hall 1944 die Universität, um Direktor des Naturkundemuseums und Leiter der Abteilung für Zoologie an der University of Kansas zu werden. Hoffmeister folgte ihm und nahm eine Stelle als Assistant Professor und Assistenzkurator für Wirbeltiere an der University of Kansas an, die er für 12 Monate innehatte. Er unterrichtete vergleichende Anatomie und assistierte bei einem Kurs über höhere Wirbeltiere.
1946 nahm Hoffmeister eine Stelle als Assistant Professor und stellvertretender Direktor des University of Illinois Museum of Natural History an, wo er bis zum Ende seiner Karriere tätig war. 1947 unterrichtete er den ersten Lehrgang in Mammalogie an der University of Illinois at Urbana-Champaign (UI).
Im Jahr 1956 wurde er außerordentlicher Professor und 1964 Professor. 1948 wurde er zum Kurator befördert und übernahm die Leitung des University of Illinois Museum of Natural History (UIMN). 1964 erhielt er den offiziellen Titel eines Direktors des UIMNH. Nach seiner Pensionierung im Jahr 1984 wurde er zum emeritierten Direktor und Professor ernannt.
Zusätzlich zu seinen Aufgaben in Forschung, Verwaltung und Lehre betreute er 14 Doktoranden und 18 Masterstudenten. Zwei seiner Schüler, Richard G. Van Gelder (1928–1994) und William Z. Lidicker, Jr. waren Präsidenten der American Society of Mammalogists.
Hoffmeisters Forschungsarbeiten befassten sich in erster Linie mit der Verbreitung und Taxonomie von Säugetieren, wobei sein Schwerpunkt auf Arizona und Illinois lag. Zu seinen Veröffentlichungen gehörten jedoch auch eine Verbreitungsnotiz und eine Studie über Wachstum und Entwicklung von Vögeln sowie Abhandlungen über Lebensweise und Ökologie, Fellfärbung und verschiedene Aspekte der Anatomie von Säugetieren. Als Ergebnis seiner umfangreichen Forschungen zur Taxonomie der Säugetiere des Südwestens beschrieb er 13 Säugetiertaxa, darunter die Arizona-Spitzmaus, das Hopi-Streifenhörnchen sowie elf Unterarten.
Hoffmeister wurde 1938 Mitglied der ASM und war von 1964 bis 1966 Präsident dieser Gesellschaft. Daneben bekleidete er weitere Wahlämter wie Direktor, Korrespondenzsekretär und Vizepräsident. 1966 wurde er zum ersten Historiker der ASM ernannt und übte diese Funktion bis zu seiner Pensionierung aus. Er war Mitglied von fünf ständigen Ausschüssen und Vorsitzender von drei Ausschüssen. Zu den Ämtern, die er in anderen Verbänden bekleidete, gehörten die Präsidentschaft der Midwest Museums Conference, der Vorsitz in der Sektion Zoologie und der Beirat der Illinois State Academy of Science, der Beirat der American Association of Museums und der Mitherausgeber der Zeitschrift The American Midland Naturalist. Im Jahr 2000 verlieh ihm das MacMurray College in Jacksonville, Illinois, den Ehrendoktortitel der Wissenschaft (DSc). Außerdem war er Fellow der Arizona-Nevada Academy of Science, Ehrenmitglied der Midwest Museum Conference, langjähriges Mitglied des Governor’s Board des Illinois State Museum in Springfield und Wissenschaftlicher Mitarbeiter am Museum of Northern Arizona und in der Northern Arizona Society of Science and Art.
In Anerkennung seiner herausragenden Dienste für die ASM wurde Hoffmeister 1982 die Ehrenmitgliedschaft und 1986 der Hartley H. T. Jackson Award verliehen. Zudem wurde er zum Ehrenbürger von Winnipeg ernannt.
1986 und 1989 erschienen Hoffmeisters Standardwerke Mammals of Arizona und Mammals of Illinois. Er galt als Experte für die Gattung der Hirschmäuse (Peromyscus), zu denen er 14 Arbeiten veröffentlichte.
Hoffmeister starb im Alter von 94 Jahren im Champaign-Urbana Regional Rehabilitation Center in Savoy, Illinois.

## Schriften
- mit W. W. Goodpaster: Mammals of the Huachuca Mountains, 1954
- mit Herbert S. Zim: Mammals: A Guide to Familiar American Species, 1955, 2. überarbeitete Auflage, 1987
- Fieldbook of Illinois Mammals, 1957
- Mammals, 1963
- Zoo Animals, 1967
- Mammals of Grand Canyon, 1971
- mit Floyd E. Durham: Mammals of the Arizona Strip, Including Grand Canyon National Monument, 1971
- Mammals of Arizona, 1986
- Mammals of Illinois, 1989